# 南和
南和（なんわ）は、令制国の大和国（和州）南部を指す地域名称である。現在では奈良県南部の五條市及び吉野郡全域を指す。また橿原市の南部及び御所市、高市郡を含む場合もある。

## 概要
厳密な定義がある訳ではなく、中和と一体化して「中南和」と呼ばれることが多い。北和や西和、中和に比べると地区の定義が非常に曖昧である。

### 自治体
- 橿原市
- 御所市
- 五條市
- 高市郡高取町
- 高市郡明日香村
- 吉野郡吉野町
- 吉野郡大淀町
- 吉野郡下市町
- 吉野郡黒滝村
- 吉野郡天川村
- 吉野郡野迫川村
- 吉野郡十津川村
- 吉野郡下北山村
- 吉野郡上北山村
- 吉野郡川上村
- 吉野郡東吉野村
  - 橿原市については一般的には「中和」に属し、南和に含める場合は市南部の近鉄南大阪線・近鉄吉野線沿線および以南を指すことが多い。
  - 御所市・高市郡については、「中和」に含める場合もある。
  - 五條市と吉野郡3町については、一体化して「五條・北部吉野地域」に分類する場合もある。